# Rosalío Solano
Rosalío Solano (né le 30 août 1914 à Bernal, Querétaro, Mexique et mort le 20 août 2009 à Cuernavaca) est un  directeur de la photographie et cadreur mexicain. Il a été récompensé pour l'ensemble de sa carrière par la médaille Salvador-Toscano et par un Ariel d'Or Spécial de l'Académie mexicaine des arts et des sciences cinématographiques, dont il est membre honoraire depuis 1998.

## Filmographie
| - 1948 : Bendita seas de Manuel Muñoz - 1950 : Doña Clarines d'Eduardo Ugarte - 1950 : Mi mujer no es mía de Fernando Soler - 1951 : Ambiciosa d'Ernesto Cortázar - 1951 : No niego mi pasado d'Alberto Gout - 1951 : Trotacalles de Matilde Landeta - 1951 : Una gringuita en México de Julián Soler - 1952 : Cuatro horas antes de morir d'Emilio Gómez Muriel - 1952 : El fantasma se enamora de Rafael Portillo (en) - 1952 : Estrella sin luz d'Ernesto Cortázar - 1952 : Honor y gloria o la vida de Roberto Ortíz de Ramón Peón - 1952 : La diosa de Tahití de Juan Orol - 1952 : Los hijos de nadie de Carlos Véjar Jr. - 1952 : No te ofendas, Beatriz de Julián Soler - 1952 : Sandra, la mujer de fuego de Juan Orol - 1952 : Sucedió en Acapulco d'Alejandro Galindo - 1952 : Sueños de gloria de Zacarías Gómez Urquiza - 1952 : Víctimas del divorcio de Fernando A. Rivero - 1953 : Dios los cría... de Gilberto Martínez Solares - 1953 : Espaldas mojadas d'Alejandro Galindo - 1953 : Los que no deben nacer d'Agustín P. Delgado - 1953 : Me perderé contigo de Zacarías Gómez Urquiza - 1953 : Tres citas con el destino de Fernando de Fuentes - 1954 : Dos mundos y un amor d'Alfredo B. Crevenna - 1954 : El mil amores de Rogelio A. González - 1954 : El vendedor de muñecas de Chano Urueta - 1954 : Escuelas de vagabundos de Rogelio A. González - 1954 : La rival de Chano Urueta - 1954 : La sospechosa d'Alberto Gout - 1954 : La visita que no tocó el timbre de Julián Soler - 1954 : Una mujer en la calle d'Alfredo B. Crevenna - 1955 : Corazón salvaje de Juan J. Ortega - 1955 : Donde el círculo termina d'Alfredo B. Crevenna - 1955 : El túnel 6 de Chano Urueta - 1955 : Las viudas del cha cha cha de Miguel M. Delgado - 1955 : Talpa d'Alfredo B. Crevenna - 1955 : Una lección de amor de Juan J. Ortega - 1956 : Felicidad d'Alfonso Corona Blake - 1956 : La culta dama de Rogelio A. González - 1956 : Los amantes de Benito Alazraki - 1956 : Tierra de hombres d'Ismael Rodríguez - 1956 : Tropicana de Juan J. Ortega - 1956 : Un mundo nuevo de René Cardona - 1956 : Vainilla, bronce y morir de Rogelio A. González - 1957 : Así era Pancho Villa d'Ismael Rodríguez - 1957 : Bajo el cielo de México de Rafael Baledón - 1957 : Cabaret trágico d'Alfonso Corona Blake - 1957 : El vampiro de Fernando Méndez - 1957 : La torre de marfil d'Alfonso Corona Blake - 1957 : Los hijos del divorcio de Mauricio de la Serna - 1957 : Piernas de oro d'Alejandro Galindo - 1958 : A tiro limpio de René Cardona - 1958 : Cuando ¡Viva Villa! es la muerte de Ismael Rodríguez - 1958 : Cuentan de una mujer de Juan J. Ortega - 1958 : El puma de René Cardona - 1958 : El supermacho d'Alejandro Galindo - 1958 : Estampida de Raúl de Anda - 1958 : La ley del más rápido de René Cardona - 1958 : Los desarraigados de Gilberto Gazcón - 1958 : México lindo y querido de Julio Bracho - 1958 : Mi mujer necesita marido de Rolando Aguilar - 1958 : Pancho Villa y la Valentina d'Ismael Rodríguez - 1958 : Una canción para recordar de Julio Bracho - 1959 : Ellas también son rebeldes d'Alejandro Galindo - 1959 : Estos años violentos de José Díaz Morales - 1959 : Las hermanas Karambazo de Benito Alazraki - 1959 : Remolino de Gilberto Gazcón - 1959 : Senda prohibida d'Alfredo B. Crevenna - 1959 : Su primer amor de Juan J. Ortega - 1959 : Yo no me caso compadre de Miguel M. Delgado - 1960 : ¡Ay Chabela...! de Juan J. Ortega - 1960 : Caperucita y Pulgarcito contra los monstruos de Roberto Rodríguez - 1960 : El gato con botas de Roberto Rodríguez - 1960 : La cárcel de Cananea de Gilberto Gazcón - 1960 : La moneda rota de Juan J. Ortega - 1960 : Las Leandras de Gilberto Martínez Solares - 1960 : Martín Santos el llanero de Mauricio de la Serna - 1960 : Mi guitarra y mi caballo de Carlos Toussaint - 1960 : Mujeres engañadas de Fernando Méndez - 1961 : El caballo blanco de Rafael Baledón - 1961 : Jóvenes y bellas de Fernando Cortés - 1961 : Les Frères Del Hierro (Los hermanos Del Hierro) de Ismael Rodríguez - 1961 : Pecado d'Alfonso Corona Blake - 1961 : Tlayucan de Luis Alcoriza - 1962 : Buenos días Acapulco d'Agustín P. Delgado - 1962 : El extra de Miguel M. Delgado - 1962 : El rey del tomate de Miguel M. Delgado - 1962 : La bandida de Roberto Rodríguez - 1962 : La edad de la inocencia de Tito Davison - 1962 : Sangre en la barranca de Juan Orol - 1962 : Un tipo a todo dar de Fernando Cortés - 1962 : Una joven de 16 años de Gilberto Martínez Solares - 1963 : Amor y sexo de Luis Alcoriza - 1963 : Cri Cri el grillito cantor de Tito Davison - 1963 : La sonrisa de los pobres de Rafael Baledón - 1963 : Los expatriados de Fernando Cortés - 1963 : Nido de águilas de Vicente Oroná - 1963 : Raíces en el infierno de Myron Gold - 1964 : ¡Buenas noches, año nuevo! de Julián Soler | - 1964 : El alazán y el rosillo de René Cardona - 1964 : El padrecito de Miguel M. Delgado - 1964 : El rescate de Zacarías Gómez Urquiza - 1964 : Preciosa de Juan J. Ortega - 1964 : Tarahumara de Luis Alcoriza - 1965 : ¿Qué haremos con papá? de Rafael Baledón - 1965 : Cuernavaca en primavera de Julio Bracho - 1965 : El dengue del amor de Roberto Rodríguez - 1965 : El mal / The Rage de Gilberto Gazcón - 1965 : El señor doctor de Miguel M. Delgado - 1965 : La Valentinade de Rogelio A. González - 1965 : Los jinetes de la bruja de Vicente Oroná - 1965 : Sólo de noche vienes de Sergio Véjar - 1966 : ¡Adiós cuñado! de Rogelio A. González - 1966 : Divertimento de Luis Alcoriza - 1966 : Dos pintores pintorescos de René Cardona Jr. - 1966 : El silencioso d'Alberto Mariscal - 1966 : El tesoro de Atahualpa de Vicente Oroná - 1966 : Lanza tus penas al viento de Julián Soler - 1966 : Su excelencia de Miguel M. Delgado - 1966 : Un extraño en la casa de Miguel Zacarías - 1966 : Un par de robachicos de René Cardona Jr. - 1966 : Una noche bajo la tormenta de José Elías Moreno - 1967 : Cinco de chocolate y uno de fresa de Carlos Velo - 1967 : Cuatro contra el crimen de Sergio Véjar - 1967 : El centauro Pancho Villa d'Alfonso Corona Blake - 1967 : El pecado de Adán y Eva de Miguel Zacarías - 1967 : María Isabel de Federico Curiel - 1968 : Al rojo vivo de Gilberto Gazcón - 1968 : Capulina Corazón de León de Miguel Zacarías - 1968 : El amor de María Isabel de Federico Curiel - 1968 : El despertar del lobo de René Cardona Jr. - 1968 : Estafa de amor de Miguel Zacarías - 1968 : Jóvenes de la zona rosa d'Alfredo Zacarías - 1968 : La insaciable de René Cardona Jr. - 1968 : Mi padrino d'Alfredo Zacarías - 1968 : Tout pour rien (Todo por nada) d'Alberto Mariscal - 1969 : Pas de grâce pour le Manchot (El Tunco Maclovio) d'Alberto Mariscal - 1969 : Faltas a la moral d'Ismael Rodríguez - 1969 : La agonía de ser madre de Rogelio A. González - 1969 : Lío de faldas de Julián Soler - 1969 : Los novios de Gilberto Gazcón - 1969 : Quinto patio de Federico Curiel - 1969 : Santo vs. los cazadores de cabeza de René Cardona - 1969 : Un Quijote sin mancha de Miguel M. Delgado - 1970 : El capitán Mantarraya de Germán Valdés - 1970 : Kalimán, el hombre increíble d'Alberto Mariscal - 1970 : La justicia tiene doce años de Julián Pastor - 1970 : Los marcados d'Alberto Mariscal - 1970 : Nido de fieras de Rubén Galindo - 1970 : Tampico d'Arturo Martínez - 1970 : Ya somos hombres de Gilberto Gazcón - 1971 : Buscando una sonrisa de Rubén Galindo - 1971 : Cayó de la gloria el diablo de José Estrada - 1971 : La verdadera vocación de Magdalena de Jaime Humberto Hermosillo - 1971 : Mi niño Tizoc d'Ismael Rodríguez - 1971 : Santo y el águila real d'Alfredo B. Crevenna - 1971 : Un sueño de amor de Rubén Galindo - 1971 : Vidita negra de Rogelio A. González - 1972 : El ausente d'Arturo Martínez - 1972 : El principio de Gonzalo Martínez Ortega - 1972 : Eva y Darío de Sergio Véjar - 1972 : Masacre / Slaughter de Jack Starrett - 1972 : Nosotros los feos d'Ismael Rodríguez - 1972 : Pistoleros bajo el sol de Rubén Galindo - 1972 : Santo y Blue Demon contra Drácula y el Hombre Lobo de Miguel M. Delgado - 1973 : Ante el cadáver de un líder d'Alejandro Galindo - 1973 : Debieron ahorcarlos antes de Rubén Galindo - 1973 : El pistolero del diablo de Rubén Galindo - 1973 : La fuga de la Isla del Diablo / Escaped From Devil's Island de William Witney - 1973 : Santo y Blue Demon contra el doctor Frankenstein de Miguel M. Delgado - 1974 : N'entends-tu pas les chiens aboyer ? de François Reichenbach - 1974 : El agente viajero de Rubén Galindo - 1974 : La casa del sur de Sergio Olhovich - 1974 : Un amor extraño de Tito Davison - 1975 : La pasión según Berenice de Jaime Humberto Hermosillo - 1975 : Las fuerzas vivas de Luis Alcoriza - 1975 : Longitud de guerra de Gonzalo Martínez Ortega - 1976 : Cascabel de Raúl Araiza - 1976 : Raíces de sangre de Jesús Salvador Treviño - 1976 : Xoxontla, tierra que arde d'Alberto Mariscal - 1977 : El patrullero 777 de Miguel M. Delgado - 1977 : Llovizna de Sergio Olhovich - 1977 : Naufragio de Jaime Humberto Hermosillo - 1977 : Puerto maldito d'Alfredo B. Crevenna - 1978 : ¡Oye Salomé! de Miguel M. Delgado - 1978 : En la cuerda del hambre de Gustavo Alatriste - 1978 : En la trampa de Raúl Araiza - 1981 : Aquel famoso Remington de Gustavo Alatriste - 1981 : El barrendero de Miguel M. Delgado - 1981 : La pachanga de José Estrada - 1983 : El más valiente del mundo de Rafael Baledón - 1983 : Ya nunca más d'Abel Salazar - 1984 : El cementerio del terror de Rubén Galindo Jr. - 1985 : La casa que arde de noche de René Cardona Jr. - 1988 : Día de difuntos de Luis Alcoriza - 1992 : Modelo antiguo de Raúl Araiza - 1992 : Yo, tú, él y el otro de Raúl Araiza |

## Distinctions
- 1957 : Ariel d'Argent de la Meilleure Photographie pour Talpa d'Alfredo B. Crevenna
- 1993 : Reconnaissance Spéciale de l'Académie mexicaine des arts et des sciences cinématographiques
- 1999 : médaille Salvador-Toscano
- 2007 : Ariel d'Or Spécial pour l'ensemble de sa carrière